# Tacañón del Todo

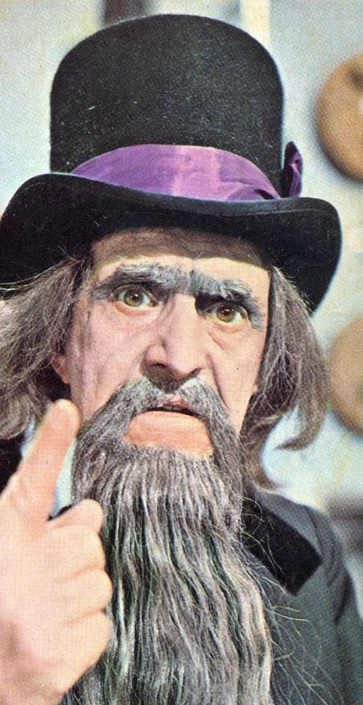
Valentín Tornos como Don Cicuta

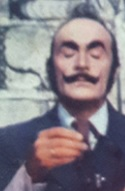
Pedro Sempson como el Profesor Lápiz

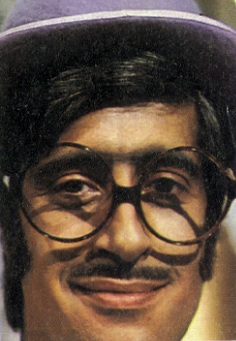
Francisco Cecilio como Don Rácano

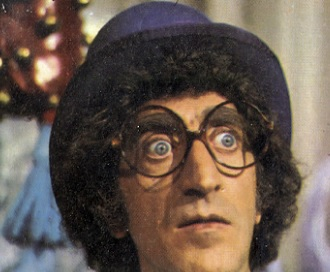
Blaki como Don Justo

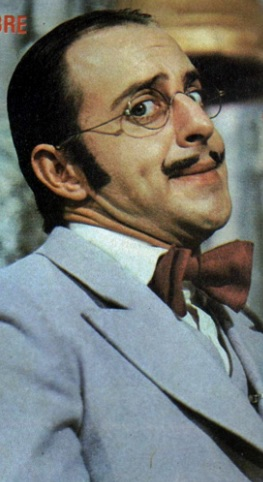
Luis Lorenzo como Don Menudillo

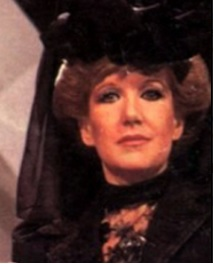
Paloma Hurtado como la Viuda de Poco

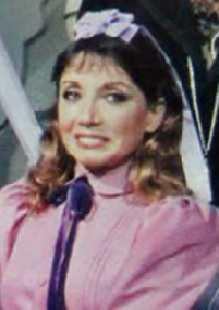
Teresa Hurtado como Inmaculada, la Seño

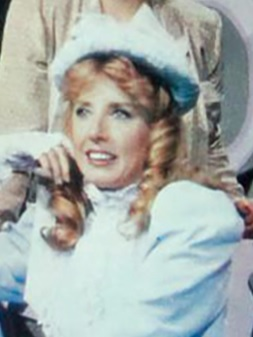
Fernanda Hurtado como Mari-Puri

Tacañón del Todo es un pueblo ficticio, recreado en el programa de Televisión Española Un, dos, tres... responda otra vez.

## Contexto
El concurso Un, dos, tres... responda otra vez, comenzó a emitirse en España en el año 1972, en las postrimerías de la dictadura franquista y cuando aun pervivía una fuerte censura oficial sobre los medios de comunicación del país.
Cuando el creador del programa, Chicho Ibáñez Serrador, idea la mecánica del espacio, decide parodiar de forma sutil, pero incisiva, no solo la censura persistente, sino todos los perversos y anticuados hábitos de la burocracia dictatorial. Para ello, inventa un pueblo de la España más profunda, llamado Tacañón del Todo, cuyos habitantes representan lo más oscuro, rancio e intolerante de una España que aun vivía esas condiciones en amplias zonas de su territorio, sobre todo en el ámbito rural. Ibáñez Serrador lleva esas premisas al esperpento, y convierte a Tacañón del Todo en un pueblo anclado en los usos, costumbres y valores del siglo XIX, hasta el extremo de que sus habitantes visten y se comportan al modo de los españoles más rancios de la década de 1900 y repudian cualquier atisbo de progreso y modernidad.

## Intervención de los tacañones en el concurso
La inserción de estos personajes estrafalarios en la mecánica del concurso, se centra en la primera de las fases en que se divide el mismo: el juego de preguntas y respuestas. Por primera vez en la historia de la televisión en España, se introducen figuras que atacan e insultan al concursante, sobre tres premisas básicas: Salvaguardia de la cultura (exaltada desde la pedantería), custodia del presupuesto del programa (con improperios contra los excesos en los premios y alegría en los fracasos de los concursantes) y exaltación de la castidad y el comedimiento (con ataques exacerbados contra la procacidad y el atrevimiento en el vestir, especialmente de las azafatas del programa).

## Historia de Tacañón
Con un antecedente en el grupo de puritanas (La Liga Femenina contra la Frivolidad), encabezadas por el personaje interpretado por Irene Gutiérrez Caba en el espacio Historias de la frivolidad, también de Ibáñez Serrador, Tacañón del Todo será un ingrediente fundamental del programa a lo largo de nueve de sus diez etapas.

### Don Cicuta y los Cicutillas
En la etapa 1972-1973, los Cicutas (la denominación de Tacañones no se estrenó hasta 1976), están representados por Don Cicuta, un viejo cascarrabias, interpretado por Valentín Tornos, flanqueado por Arnaldo Cicutilla y Remigio Cicutilla (Javier Pajares e Ignacio Pérez), dos personajes sin voz en el espacio, quedando todo el protagonismo reservado a Tornos. Según el propio Ibáñez Serrador fue la fuerza interpretativa del actor la que le llevó a concentrar los diálogos en ese único personaje.

### Los Tacañones
Al comienzo de la segunda etapa del programa (1976-1978), y por problemas de salud de Tornos, Don Cicuta no pudo continuar en el concurso, por lo que el personaje apareció testimonialmente en el primer programa, para dar paso a los que serían sus sustitutos, los Tacañones: El Profesor Lápiz, Don Rácano y Don Estrecho, interpretados respectivamente por Pedro Sempson, Francisco Cecilio y Juan Tamariz.
Las cualidades que adornaban a Don Cicuta quedan divididas entre estos tres personajes: El Profesor Lápiz, un personaje afectado, pedante y pomposo que increpa a los concursantes cuando fallan las preguntas de cultura general. Don Rácano, insolente y altivo, se cuida de velar por los dineros del programa. Y Don Estrecho, puritano y mojigato, siempre con las tijeras en mano, en clara alusión a la función desempeñada por los censores de la época.
Por razones profesionales, Tamariz y Cecilio, abandonaron el programa, siendo sustituidos, respectivamente por Blaki (Don Justo Rajatabla) y Luis Lorenzo (Don Menudillo), personajes que representaban actitudes similares.

### Las Tacañonas
A partir de 1982, y tras la idea inicial descartada de incorporar a los integrantes de Martes y Trece en el programa, el papel pasa a ser asumido por las Hermanas Hurtado, que interpretan los personajes de Inmaculada, la Seño (Teresa Hurtado, personaje análogo al del Profesor Lápiz), La viuda de Poco (Paloma Hurtado, sosias de Don Rácano) y Mari-Puri (Fernanda Hurtado, análogo a Don Estrecho).
Estas tres actrices interpretaron sus respectivos papeles durante doce años, hasta 1994, con solo dos ausencias. La primera, en los primeros programas de 1984, en los que las Tacañonas fueron reemplazadas por una secretaria entrada en años, gruñona y tacaña llamada Eugenia Enchufols Deltot, interpretada por Eugenia Roca, personaje que no cuajó ante el público, con lo que las Tacañonas, que en esos programas aparecieron en la subasta, volvieron al cabo de pocas semanas. La segunda ausencia fue de Paloma Hurtado entre octubre y diciembre de 1993 por el accidente que estuvo a punto de costarle la vida y del que se estaba recuperando, siendo sustituida por Mercé Comes y Vicky Plana, en los papeles de Tía Virtudes y Tía María de la Purificación.

### Las Derrochonas
En 1991, con el inicio de la séptima temporada, Las Hermanas Hurtado estrenaron nuevos personajes, llamados Las Derrochonas, que eran sobrinas de las Tacañonas anteriores, que habían muerto "por estreñimiento de puño agudo" como dijeron en el primer programa, y ellas habían heredado su fortuna. A diferencia de sus antecesoras, las Derrochonas criticaban al programa por, a pesar de tener lujosos premios y decorados, ser un programa vulgar, con poca clase y con premios de poca categoría comparados con su fortuna, y sólo estaban en el programa porque era la última voluntad de sus fallecidas tías. En 1993, sin embargo, la crisis económica que azotó a España ese año provocó una catarsis en ellas que las llevó a cortar su derroche y a comportarse como las habitantes de Tacañón del Todo que también eran, reclamando que las llamaran igual que sus antecesoras, las Tacañonas.

## Repercusiones
Especialmente en la etapa de Don Cicuta, la repercusión social de los personajes fue enorme en la sociedad española. Hasta el extremo de que en 1973, se instaló una caseta de Don Cicuta en la Feria de Sevilla y ardió un ninot con el personaje en las Fallas de Valencia.